# Rajdowy Puchar Pokoju i Przyjaźni 1982
Rajdowy Puchar Pokoju i Przyjaźni 1982 kolejny sezon serii rajdowej Rajdowego Pucharu Pokoju i Przyjaźni (CoPaF) rozgrywanej w krajach socjalistycznych w roku 1982. Sezon ten składał się z siedmiu rajdów i rozpoczął się 13 lutego, a zakończył 23 października, zwycięzcą został Bułgar Georgi Petrow, zespołowo wygrała drużyna ZSRR.

## Kalendarz[1]
| Runda | Data               | Nazwa rajdu                | Baza rajdu | Nawierzchnia | Zwycięzca        | Wyniki |
| ----- | ------------------ | -------------------------- | ---------- | ------------ | ---------------- | ------ |
| 1     | 13-14 lutego       | 11. Rajd Russkaya Zima     | Moskwa     | Mieszana     | Vello Õunpuu     | Wyniki |
| 2     | 1-3 maja           | 13. Rajd Złote Piaski      | Albena     | Mieszana     | Leo Pavlík       | Wyniki |
| 3     | 23-25 maja         | 15. Rajd Mecsek            | Pecz       | Szuter       | Václav Pech sen. | Wyniki |
| 4     | 18-20 czerwca      | 17. Rajd Dunaju            | Tulcza     | Asfalt       | Leo Pavlík       | Wyniki |
| 5     | 9-11 lipca         | 1. Rajd Pokoju i Przyjaźni | Wrocław    | Mieszana     | Andrzej Koper    | Wyniki |
| 6     | 10-11 września     | 14. Rajd Tatr              | Poprad     | Mieszana     | Leo Pavlík       | Wyniki |
| 7     | 22-23 października | 25. Rajd Wartburga         | Eisenach   | Mieszana     | Leo Pavlík       | Wyniki |

1. ↑  Zwycięzcą klasyfikacji generalnej 13. Rajdu Bułgarii był Włoch Andrea Zanussi, Leo Pavlík w klasyfikacji generalnej zajął szóste miejsce, a wygrał klasyfikację CoPaF
2. ↑  Zwycięzcą klasyfikacji generalnej 14. Rajd Tatr był Niemiec Peter Mattig, Leo Pavlík w klasyfikacji generalnej zajął drugie miejsce, a wygrał klasyfikację CoPaF

## Klasyfikacja kierowców[1][2][3][4]
| Miejsce | Kierowca             | RUS | BUL | MEC | DUN | PIP | TAT | WAR | Pkt |
| ------- | -------------------- | --- | --- | --- | --- | --- | --- | --- | --- |
| 1       | Vello Õunpuu         | 1   | 5   | 9   | -   | -   | 2   | 7   | 210 |
| 2       | Georgi Petrow        | 20  | 3   | 3   | 6   | 5   | 4   | 3   | 210 |
| 3       | Tomasz Ciecierzyński | -   | 4   | -   | 7   | 6   | 5   | 2   | 204 |
| 4       | Andrzej Koper        | 24  | 11  | 4   | 8   | 1   | 6   | NU  | 201 |
| 5       | Leo Pavlík           | -   | 1   | NU  | 1   | -   | 1   | 1   | 200 |
| 6       | Vallo Soots          | 9   | 14  | 5   | 2   | 2   | NU  | -   | 199 |
| 7       | László Szuhanyik     | 27  | 15  | 8   | 9   | -   | 14  | 9   | 170 |
| 8       | Jan Trajbold st.     | 11  | NU  | 13  | -   | -   | 9   | 6   | 141 |
| 9       | Václav Pech sen.     | 7   | NU  | 1   | 5   | -   | NU  | NU  | 128 |
| 10      | Atanas Atanasov      | 25  | 34  | 10  | -   | 11  | -   | -   | 126 |

## Klasyfikacja zespołowa[2]
| Miejsce | Zespół | Punkty |
| ------- | ------ | ------ |
| 1       | ZSRR   |        |